# Braunkopfente
Die Braunkopfente (Anas flavirostris) oder Andenente ist eine südamerikanische Entenart der Gattung der Eigentlichen Enten, die auch auf einigen subantarktischen Inseln vorkommt. Weitere Namen sind Südandenente, Chile-Krickente, Südamerikanische Krickente oder Gelbschnabel-Krickente. Es handelt sich um einen kleinen Entenvogel mit einem kurzen Hals. In weiten Teilen ihres Verbreitungsgebietes ist die Braunkopfente die kleinste Entenart. Obwohl sie im größten Teil ihres Verbreitungsgebietes gejagt wird, gilt sie als wenig scheue Art.
Es werden für diese Art vier Unterarten unterschieden, die zum Teil deutliche morphologische Unterschiede aufweisen. Die  Erbinformationen aller Braunkopfenten ähneln sehr denjenigen der Anas crecca carolinensis.

## Merkmale
Erwachsene Braunkopfenten sind etwa 35 bis 45 Zentimeter lang und wiegen 600 bis 830 Gramm. Das Männchen ist im Durchschnitt 35 Gramm schwerer als das Weibchen. Die Art weist keinen saisonalen Dimorphismus auf. Der Geschlechtsdimorphismus ist nur sehr gering ausgeprägt. Weibchen können daran identifiziert werden, dass sie an den Körperseiten eher geschuppt als getupft wirken. Der Schnabel ist bei den Weibchen außerdem nicht so leuchtend gelb.
Der Schnabelseiten sind gelb mit einem dunkleren Schnabelfirst. Die Iris ist braun, die Beine sind grau. Das Gefieder einer Braunkopfente ist im Nacken von einem hellen Graubraun mit schwarzen Sprenkeln; die oberen Partien sind in einem dunklen Graubraun mit helleren Rändern gehalten, während die Unterseite und der Rumpf und der Schwanz blass blaugrau mit schwarzen Flecken auf der Brust sind. Auch die Flügel sind graubraun. Jungvögel sind grauer und weisen geringere Fleckung auf. Frischgeschlüpfte Vögel dagegen haben einen dunkelbraunen Rücken mit gelber Markierung auf dem Flügel, die Unterseite und das Gesicht sind gelb.
Zwischen den Geschlechtern besteht ein deutlicher Stimmunterschied. Männchen haben den charakteristischen Krickenten-Pfiff, während die Weibchen nasal quaken.
Die Küken sind insgesamt recht dunkel. Auf ihrer Oberseite sind sie schwarzbraun. Die Küken haben im Gesicht einen schwarzbraunen Augen- und Backenstreif. Das Gesicht und die Brust sind dagegen satt gelbbraun. Die Bauchseite sowie ein schmales Band entlang des Rückens sind gelblich olivbraun. Der Schnabel und die Füße sind dunkelgrau. Die Küken der einzelnen Unterarten sehen grundsätzlich gleich aus, sie variieren jedoch in der Farbintensität. So sind die Küken der Spitzschwingenente (A. f. oxyptera) deutlich heller.

## Unterarten und Vorkommen

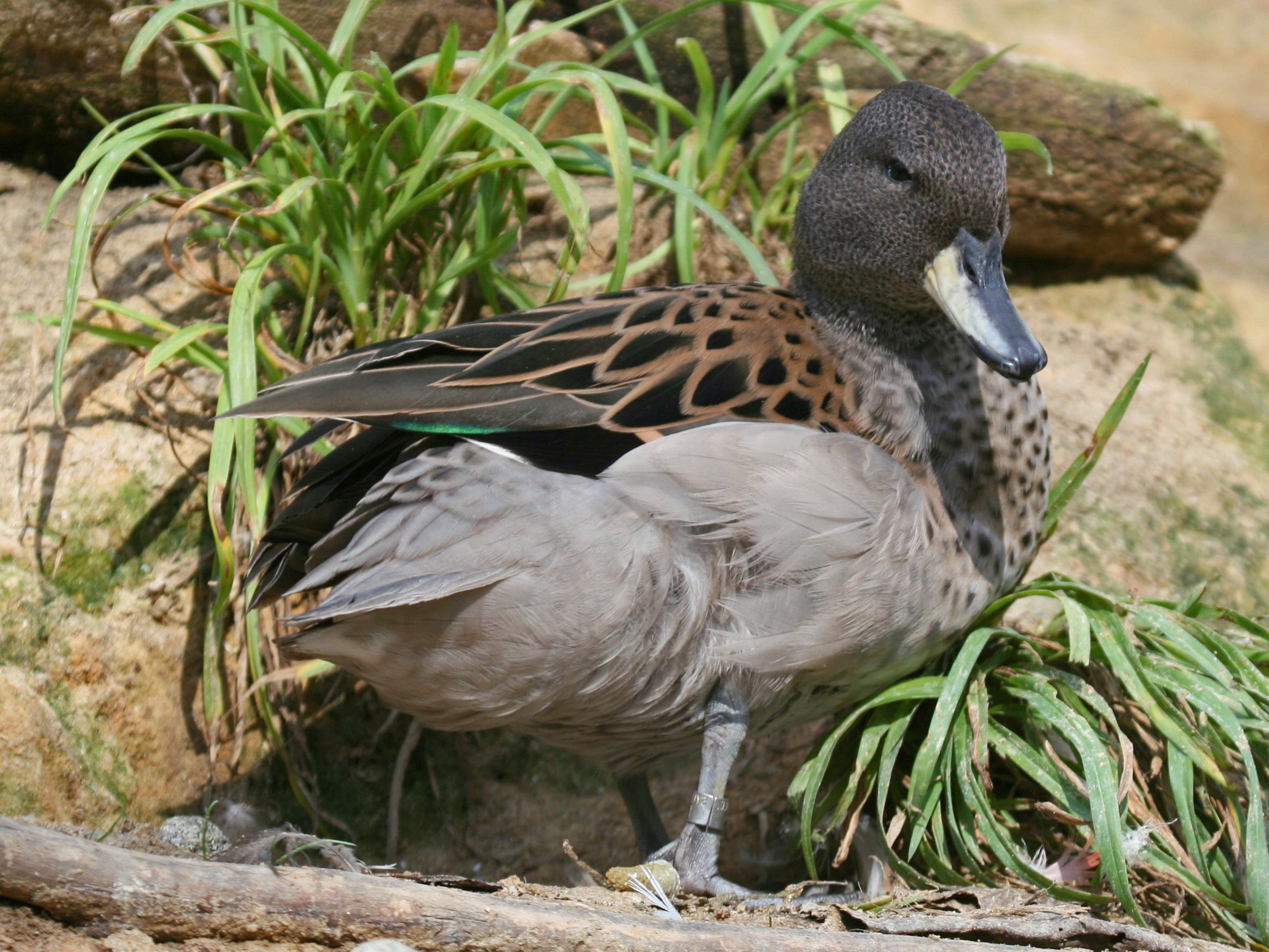
Braunkopfente der Unterart A. f. oxyptera

Es werden zwei Unterarten anerkannt:
- Die Nominatform (A. f. flavirostris Vieillot, 1816)[9], die auch als Unterart als Braunkopfente bezeichnet wird, lebt in den peruanischen Anden, West- und Zentralbolivien, Nordchile, Nordargentinien und in den chilenischen und argentinischen Flachländern bis nach Feuerland. Weitere Verbreitungsräume sind Uruguay, die Falklandinseln und Südgeorgien. Die Überwinterung der Nominatform findet in Paraguay und Südbrasilien statt. Die kleine Population in der Cumberland Bay von Südgeorgien, die erst 1971 entdeckt wurde und die zum Ende des 20. Jahrhunderts 40 bis 50 Enten umfasste, geht möglicherweise auf Braunkopfenten zurück, die von Walfängern hier eingebürgert wurden.[10] Vermutlich wurde diese Population erst so spät entdeckt, weil man sie zuvor mit der ähnlichen Spitzschwanzente verwechselte.[11] Nicht bekannt ist, ob die auf Bird Island, einer kleinen Insel vor der Westküste Südgeorgiens, vorkommenden Braunkopfenten von den Enten der Cumberland Bay abstammen oder ob die Population von südamerikanischen Irrgästen abstammt.[12]
- A. f. oxyptera Meyen, 1834[13] lebt in den Anden von Zentralperu bis ins nordwestliche Argentinien. Sie ist allgemein etwas kleiner als ihre Verwandtschaft. Sie ist größer und heller als die Nominatform. Ihre dunkelbraunen Schulterfedern sind breit hell gesäumt. Der Körper ist fast einfarbig hellgrau, während die Brust nur spärlich gefleckt ist. Der Schnabel ist ein wenig länger und leuchtender als bei der Nominatform.

Früher wurden die Andenente und ihre Unterart als Unterarten der Braunkopfente betrachtet.
- Die Andenente (Anas andium andium (Sclater, PL & Salvin, O 1873))[15] lebt in Kolumbien (Zentral- und Ostanden), Nordwestvenezuela und Ecuador.
- Anas andium altipetens (Conover, 1941)[16] bewohnt die östlichen Anden von Kolumbien bis ins nordwestliche Venezuela.

## Lebensraum
Die Braunkopfente lebt in den Anden auf Höhen von 2600 bis 4300 Metern über dem Meer. Hierbei werden Frischwasserseen, Teiche, Flüsse, Marschen und bewaldete Sümpfe bevorzugt. Im Winter lebt sie vor allem in Küstengebieten. Auf den Falklandinseln ist sie eine weit verbreitete Art, die in deutlich niedrigeren Höhenbreiten vorkommt.

## Ernährung
Erwachsene Vögel ernähren sich vor allem von Wirbellosen wie Insekten, Krebstieren und Flohkrebsen, dazu Samen von Pflanzen. Im Winter weichen sie aus auf abgestorbenen Seetang. Frisch geschlüpfte Küken ernähren sich von kleinen Krebstieren, Flohkrebsen und Mückenlarven.

## Verhalten
Ausgewachsene Braunkopfenten suchen ihre Nahrung in seichtem Wasser, indem sie gründeln oder tauchen. Eine andere Strategie ist das Filtern von Schlamm am Ufer eines Gewässers.
Die Vögel werden für gewöhnlich in Gruppen von bis zu zwanzig Individuen beobachtet. Außerhalb der Brutzeit können sich auch größere Ansammlungen einfinden, besonders während der Mauser. Gelegentlich vergesellschaften sie sich mit der Zimtente.
Paare binden sich vermutlich lebenslang oder saisonal.
Die Aktivitätsmuster der Braunkopfenten bestehen darin, sich in Gruppen am Ufer aufzuhalten, bei Störungen niedrig über der Oberfläche zu fliegen oder auf hohen Bäumen zu sitzen.

## Fortpflanzung

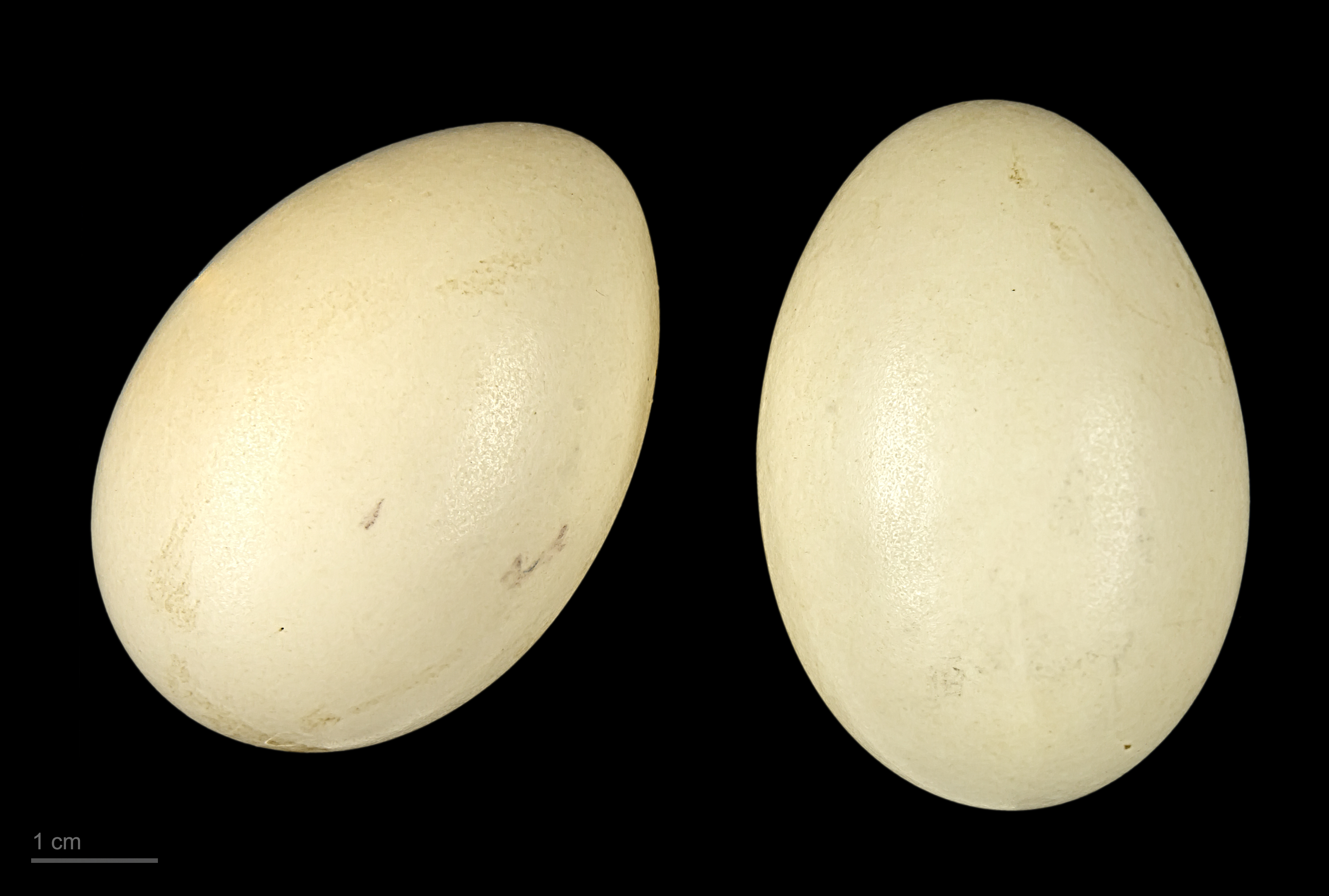
Eier der Braunkopfente

Die Paarungssaison variiert je nach Verbreitung; in Kolumbien beginnt sie im Februar/März, in Venezuela im August, von Peru bis Nordargentinien im November/Dezember und weiter südlich von Spätaugust bis September. Die Nester werden allein oder in losen Gruppen gebaut; gebrütet wird durch das Weibchen. Bei der Aufzucht der Brut wird es durch das Männchen unterstützt. Das Nest selbst wird bevorzugt nah am Wasser, in dichter Vegetation, in großen Astgabeln oder unter Hausdächern errichtet.
Das Weibchen legt etwa fünf bis acht cremefarbene Eier pro Gelege, die 39 Gramm wiegen und 57 × 37 Millimeter groß sind. Die Brutzeit dauert ungefähr 24 bis 26 Tage, nach sechs bis sieben Wochen sind die Jungen flügge. Die Geschlechtsreife ist im Alter von einem Jahr erreicht.

## Etymologie und Forschungsgeschichte
Die Erstbeschreibung der Braunkopfente erfolgte 1816 durch Louis Pierre Vieillot unter dem wissenschaftlichen Namen Anas flavirostris. Als Verbreitungsgebiet gab er Buenos Aires an. 1758 führte Carl von Linné die für die Wissenschaft neue Gattung Anas ein. Dieser Begriff leitet sich lateinisch anas, anatis ‚Ente‘ ab. Der Artname flavirostris ist ein Wortgebilde aus lateinisch flavus ‚gelb, goldgelb‘ und lateinisch -rostris, rostrum ‚-schnäblig, Schnabel‘. Oxyptera hat seinen Ursprung in οξυς oxus für scharf, spitz und -πτερος, πτερον -pteros, pteron für -flüglig, -gefedert, Flügel, Feder. Andium bezieht sich auf die Anden. Schließlich hat altipetens seinen Ursprung in lateinisch altus ‚hoch‘ und lateinisch petens, petentis, petere ‚angreifend, attackierend, angreifen‘, wobei der zweite Teil des Wortes auch von πετομαι petomai für fliegen abstammen könnte. Alfred Laubmann sah keine Nachweise für Paraguay, außer Zaramagullone del pico amarillo y negro von Félix de Azara. Ebenso ordnete er die Art unter Nettion flavirostre flavirostre ein. Die Gattung Nettion wurde von Johann Jakob Kaup 1829 eingeführt und leitet sich von νηττιον, νηττα nēttion, nētta für kleine Ente, Ente ab.

## Gefährdung und Schutz
Braunkopfenten sind allgemein nicht gefährdet, lokal sind sie für gewöhnlich in großen Mengen aufzufinden. Die Bestände einiger Unterarten allerdings gehen zurück. Die Gefahren bestehen in Entwicklungsdruck und Jagd.

## Belege